# عبد الصبور شاهين
عبد الصبور شاهين (18 مارس 1929  - 26 سبتمبر 2010م 17 شوال 1431 هـ)، مفكر إسلامي مصري ومن أشهر الدعاة الإسلاميين في مصر والعالم الإسلامي. خطيب مسجد عمرو بن العاص أكبر وأقدم مساجد مصر سابًقا.
عمل أستاذاً بقسم الدراسات الإسلامية والعربية بجامعة الملك فهد للبترول والمعادن فترة من الزمن. وله 65 كتابا ما بين مؤلفات وتراجم، أكبرها مفصل لآيات القرآن في عشرة مجلدات، وأحدثها مجموعة «نساء وراء الأحداث» 10 كتب. ويبقى مؤلفه الأشهر «أبي آدم» والذي أثار ضجة كبيرة ولا زال. أول من اشترك مع زوجته في التأليف،[بحاجة لمصدر] إذ أخرجا معًا موسوعة «أمهات المؤمنين» و«صحابيات حول الرسول» في مجلدين. وينسب له توليده وتعريبه لمصطلح حاسوب وهو المقابل العربي لكلمة كمبيوتر والذي أُقر من قبل مجمع اللغة العربية.
ولد في أسرة تنتمي إلى العلم بمفهومه الديني، فوالده الشيخ محمد موسى موسى علي شاهين قد تخرج في الأزهر، وجده الأكبر شاهين بك زعيم المماليك إبان حكم محمد علي باشا، وأول من قتل في مذبحة القلعة، ووالدته من ريف المنصورة من قرية اسمها الخيارية، وهي نفس القرية التي خرج منها الوالد إلى الأزهر الشريف، وهي من أسرة عريقة، فأمها ذات علاقة قربي بالشاعر الكبير إسماعيل باشا صبري، فهو خالها.

## المعارك الفكرية
ذكرنا أن إصدار الدكتور شاهين كتابه أبي آدم ترك دوياً ثقافيا كبيراً لم يخبُ صداه بعد، وفي هذا الكتاب يفرق المؤلف بين آدم النبي وبين الرجل الذي دب على الأرض أول مرة، وألفت كتب عديدة لمناقشة هذه الفكرة منها:
- آدم أبو البشر: بالعقل ومن الخبر، صالح إبراهيم، 2005م

كان شاهين ضمن اللجنة المُناقشِة لرسالة نصر حامد أبو زيد لنيل درجة الأستاذية. وكتب شاهين تقريرًا يرفض هذا البحث لما يحتويه من مغالطات دينية لا تؤهل صاحبه لدرجة الأستاذية؛ وبناءً على ذلك التقرير قررت اللجنة عدم ترقية نصر أبو زيد لدرجة الأستاذية.

## من أعماله
- القراءات القرآنية في ضوء علم اللغة الحديث، 1966
- دراسات لغوية، المطبعة العالمية، القاهرة، 1976
- المنهج الصوتي للبنية العربية: رؤية جديدة للصرف العربي، مؤسسة الرسالة، بيروت، 1977 أو 1980؟
- العربية لغة العلوم والتقنية، 1982
- أثر القراءات في الأصوات والنحو العربي، تأليف: أبو عمرو بن العلاء. (تحقيق)، مكتبة الخانجي. القاهرة، 1987
- في علم اللغة العام، 1990
- في التطور اللغوي، 1991
- مفصل آيات القرآن، ترتيب معجمي (بالاشتراك مع زوجته)، 1991
- موسوعة أمهات المؤمنين: دراسة في سيرهن ومروياتهن، (بالاشتراك مع زوجته)، 1991
- صحابيات حول الرسول صلى الله عليه وسلم، 1993
- قضية التدريس باللغة العربية في المعاهد العلمية، 1996
- ماذا أعدت مصر لنفسها بعد أكثر من زلزال، 1996
- قصة أبو زيد، وأنصار العلمانية في جامعة القاهرة، 1996
- قصة الدين والنبوة في مصر قبل الإسلام، 1996
- تعدد الزوجات دفاع عن الأمن الأخلاقي وحماية له من الزنا واللواط والسحاق، 1997
- عربية القرآن، 1997
- النهوض باللغة العربية في مختلف المراحل التعليمية، 2001
- الإعلام في خدمة الدعوة الإسلامية، 2001
- التحديات التي تواجه اللغة العربية، 2002
- الإسلام دين السلام: رسالة إلى الضمير الانساني لإنقاذ السلام العالمي، 2004
- تاريخ القرآن: دفاع ضد هجمات الاستشراق، 2006
- حديث الأيام، (مذكرات شخصية)، دار مدبولي، 2012
- مصر في الإسلام، 3 مجلدات (بالاشتراك مع زوجته)
- نساء وراء الأحداث، (بالاشتراك مع زوجته)
- صفحات من حياة الدكتور إبراهيم مدكور (بالاشتراك مع: سراج الدين إسماعيل)
- تأملات في سورة العنكبوت
- أبي آدم قصة الخليقة بين الأسطورة والحقيقة

### الترجمات
- وجهة العالم الإسلامي، مالك بن نبي
- فكرة الأفريقية الآسيوية في ضوء مؤتمر باندونج، مالك بن نبي، (كاتب مقدمة الطبعة الثانية: أنور السادات)، 1957
- الظاهرة القرآنية، مالك بن نبي، القاهرة، 1958
- مشكلة الثقافة، مالك بن نبي، 1957. (دار نشر الترجمة: دار الفكر، القاهرة، 1959)[4]
- شروط النهضة، مالك بن نبي (ترجمة بالاشتراك مع: عمر كامل مسقاوي)، القاهرة، 1961
- ميلاد مجتمع: شبكة العلاقات الاجتماعية، مالك بن نبي، مطبعة الجهاد، القاهرة، 1962
- العربية الفصحى: دراسة في البناء اللغوي، هنري فليش اليسوعي، المطبعة الكاثوليكية، بيروت، 1966
- دستور الأخلاق في القرآن الكريم، محمد عبد الله دراز، 1973
- علم الأصوات، برتيل مالمبرج، مكتبة الشباب، القاهرة، 1984
- فلسطين أرض الرسالات الإلاهية، روجيه غارودي، منشورات ألباتروس، 1986 (دار نشر الترجمة: دار التراث، القاهرة، 1986)[5]
- في مهب المعركة: إرهاصات الثورة، مالك بن نبي

## تلاميذه
لعل أهمهن الراحلة بنت الشاطئ-الدكتورة عائشة عبد الرحمن[بحاجة لمصدر] ..
ومن تلاميذه 1975 الأستاذ الدكتور عبدالله عبدالحميد بن سويد.
من علماء اللغة العربية في جامعة طرابلس 1972-2016

## وفاته
توفي مساء يوم الأحد الموافق 17 شوال 1431 هـ - 26 سبتمبر 2010م، وصلي عليه ظهر يوم الاثنين الموافق 18 شوال 1431 هـ - 27 سبتمبر عام 2010م من مسجد عمرو بن العاص.

## اقرأ أيضا
- أبي آدم